# Regione degli Altopiani (Togo)
La regione degli Altopiani (ufficialmente Région des Plateaux, in francese) è una delle 5 regioni del Togo. Ha per capitale Atakpamé. In termini di area è la regione più estesa mentre risulta seconda per numero di abitanti, dopo la Regione Marittima, con 1 375 165 abitanti (censimento del 2010). Oltre alla capitale, altre città importanti sono Kpalimé e Badou.

## Geografia antropica

### Suddivisioni amministrative
La regione è suddivisa in 12 prefetture:
- Agou
- Akébou, istituita nel 2009
- Amou
- Anié, istituita nel 2009
- Danyi
- Est-Mono
- Haho
- Kloto
- Kpélé, istituita nel 2009
- Moyen-Mono
- Ogou
- Wawa